# Luis Ospina
Luis Alfonso Ospina Garcés (Santiago de Cali, 14 de junio de 1949-Bogotá, 27 de septiembre de 2019) fue un director, guionista y productor de cine colombiano. Estuvo vinculado al movimiento Caliwood junto a Carlos Mayolo y Andrés Caicedo.

## Biografía

### Primeros años
Estudió cine en la Universidad del Sur de California USC y en la Universidad de California UCLA.

### Carrera en el cine
Formó parte del Grupo de Cali junto con Carlos Mayolo, Andrés Caicedo, Ramiro Arbeláez y otros artistas caleños, quienes en la década de 1970 fundaron el Cine Club de Caliy la revista Ojo al cine. Dirigió dos largometrajes de ficción, Pura sangre (1982) y Soplo de vida (1999), y realizó nueve largometrajes documentales, así como una veintena de cortometrajes documentales y argumentales, de entre los cuales destacan Agarrando pueblo (1977), codirigido con Carlos Mayolo como crítica a la llamada pornomiseria en el cine; Andrés Caicedo: unos pocos buenos amigos (1986), sobre la vida (y muerte) del escritor caleño Andrés Caicedo; Ojo y vista: peligra la vida del artista (1988), una secuela de Agarrando pueblo, La desazón suprema: retrato incesante de Fernando Vallejo (2003), sobre la vida y obra de este controvertido escritor colombiano y Un tigre de papel (2007), sobre Pedro Manrique Figueroa, precursor del collage en Colombia. Su última película fue Todo comenzó por el fin (2015), cuyo estreno mundial se dio en el Toronto International Film Festival TIFF.
También se desempeñó en el campo de la crónica cinematográfica en revistas como Ojo al cine, El Malpensante, Cinemateca, Kinetoscopioy Número. En 2007 publicó Palabras al viento. Mis sobras completas, una antología de sus escritos cinematográficos.
Su trabajo fue premiado en los festivales internacionales de Oberhausen, Biarritz, La Habana, Sitges, Bilbao, Lille, Miami, Lima, Caracas y Toulouse. Retrospectivas de su obra se realizaron en la Filmoteca de Cataluña, la Cineteca de México, La Cinemateca de Venezuela y el Centro Colombo-Americano de Medellín. Algunos trabajos suyos fueron exhibidos en la Tate Gallery, Solomon R. Guggenheim Museum, el Museo Reina Sofía, el Centro Georges Pompidou, el Jeu de Paume, el San Francisco Museum of Modern Art, Dokumenta Kassel y la BAK Gallery. Su carrera y su relación con su hermano, Sebastián Ospina, están contemplados en The Actor in His Labyrinth (2023), la película documental por Seth Fein.
Desde 2007 hasta su fallecimiento se desempeñó como director artístico del Festival Internacional de Cine de Cali FICCALI.

## Fallecimiento
Murió en Bogotá, donde estaba radicado, el 27 de septiembre de 2019.

## Filmografía
- 1964 - Vía cerrada
- 1970 - Acto de fe
- 1971 - Autorretrato (dormido)
- 1971 - ¡Oiga Vea! (codirección con Carlos Mayolo)
- 1972 - El bombardeo de Washington
- 1973 - Cali: de película (codirección con Carlos Mayolo)
- 1975 - Asunción (codirección con Carlos Mayolo)
- 1978 - Agarrando pueblo (codirección con Carlos Mayolo)
- 1982 - Pura sangre
- 1985 - En busca de María (codirección con Jorge Nieto)
- 1986 - Andrés Caicedo: unos pocos buenos amigos
- 1987 - Antonio María Valencia: música en cámara
- 1988 - Ojo y vista: peligra la vida del artista
- 1988 - Arte sano cuadra a cuadra
- 1989 - Slapstick: la comedia muda norteamericana
- 1990 - Adiós a Cali
- 1991 - Cámara ardiente
- 1991 - Al pie
- 1991 - Al pelo
- 1991 - A la carrera
- 1992 - Nuestra película
- 1993 - Autorretrato póstumo de Lorenzo Jaramillo
- 1994 - Capítulo 66 (codirección con Raúl Ruiz)
- 1995 - Cali: ayer, hoy y mañana
- 1997 - Mucho gusto
- 1999 - Soplo de vida
- 1999 - Making of La Virgen de los sicarios / La Vierge des tueurs
- 2003 - Video(B)art(h)es
- 2003 - La desazón suprema: retrato incesante de Fernando Vallejo
- 2007 - De la ilusión al desconcierto
- 2007 - Un tigre de papel
- 2012 - Los Echavarría: un retrato de familia
- 2015 - Hay que ser paciente
- 2015 - Todo comenzó por el fin
- 2019 - La fiera y la fiesta

### Libros
- 2007 - Palabras al viento. Mis sobras completas
- 2011 - Oiga/Vea : Sonidos e Imágenes de Luis Ospina